# Kanton Toul
Kanton Toul (fr. Canton de Toul) je francouzský kanton v departementu Meurthe-et-Moselle v regionu Grand Est. Tvoří ho 15 obcí. Zřízen byl v roce 2015.

## Obce kantonu
- Bicqueley
- Charmes-la-Côte
- Chaudeney-sur-Moselle
- Choloy-Ménillot
- Dommartin-lès-Toul
- Domgermain
- Écrouves
- Foug
- Gye
- Laneuveville-derrière-Foug
- Lay-Saint-Remy
- Pagney-derrière-Barine
- Pierre-la-Treiche
- Toul
- Villey-le-Sec